# Сангрита
Сангри́та (исп. Sangrita) — мексиканский безалкогольный напиток с ярко выраженным кисло-острым вкусом, которым запивают текилу. Название можно перевести на русский буквально как «кровушка» или «кровинка». Основная концепция сангриты заключается в том, чтобы дополнить вкус текилы и очистить нёбо между глотками алкогольного напитка.

## Ингредиенты
Настоящая сангрита из района озера Чапала в штате Халиско делается из сока померанцевых апельсинов (Seville orange), лайма и гранатов с добавлением молотого перца чили или острого соуса на его основе. В то же время большинство современных рецептов (особенно за пределами штата Халиско) ошибочно приписывают красный цвет сангриты томатному, а не гранатовому соку и молотому чили, как в оригинале (это особенно распространённая версия в северных странах, где апельсины и лаймы гораздо дороже помидоров). В Мексике рецепт с томатным соком иногда называют сангрита гринго.
Самый распространённый современный рецепт (на основе традиционного):
- 30 мл свежевыжатого апельсинового сока
- 25—30 мл свежевыжатого сока лайма
- 15 мл свежевыжатого гранатового сока
- 1/4 чайной ложки острого молотого перца (чили или кайенского) либо столько же острого соуса типа табаско
- 1—2 кружка перца халапеньо

Самый распространённый «томатный» рецепт (нетрадиционный)
- 2 части свежевыжатого томатного сока
- 1 часть свежевыжатого апельсинового сока
- 1/2 части свежевыжатого сока лайма
- мелкопорубленный зелёный перец чили по вкусу

Как делают сангриту в Мехико:
- 5 частей томатного сока
- 2 части сока лайма
- 1 часть апельсинового сока
- смесь соусов Jugo Maggi, Salsa Valentina, Worcestershire и Tabasco (original) по вкусу.

Сангрита тщательно перемешивается и подается к текиле охлажденной. Мексиканцы пьют так: рюмка текилы и такая же рюмка сангриты, — или так: маленький глоток сангриты (чтобы кисло-острый вкус обволакивал полость рта), затем выпивается текила, ещё глоток сангриты и на язык кладется тоненький ломтик лайма.
Вариант, предложенный журналом Playboy, смешивается из 8 частей томатного сока, 1 части апельсинового сока, 1 части грейпфрутового сока, 1 части сока лайма, 6 капель соуса табаско с добавлением щепотки соли на 1 литр напитка.
Существует также коктейль «Кровавая Мария» (Bloody Maria) или «Кровавая Хуанита» (Bloody Juanita), считающийся мексиканской разновидностью «Кровавой Мэри». В наполненном кусковым льдом хайболле смешивается 1—2 унции[прояснить] текилы с томатным соком, добавляется сок лайма, апельсина и грейпфрута, соус Табаско, соль и перец по вкусу. Подаётся в посуде, украшенной ломтиком помидора.